# Noah (Bob Seger)
| Recensione                        | Giudizio   |
| --------------------------------- | ---------- |
| AllMusic                          | [ 1 ]      |
| The New Rolling Stone Album Guide | [ 2 ]      |
| Sputnikmusic                      | 2.1 (Poor) |
| Dizionario del Pop-Rock           | [ 4 ]      |
| 24.000 dischi                     | [ 5 ]      |

Noah è il secondo album della The Bob Seger System, pubblicato dalla Capitol Records nell'ottobre del 1969.

## Tracce

### LP
Lato A
Testi e musiche di Bob Seger, eccetto dove indicato.
1. Noah – 2:57 (Bob Seger)
2. Innervenus Eyes – 2:42 (Bob Seger, Pep Perrine, Dan Honaker)
3. Lonely Man – 3:09 (Tom Neme)
4. Loneliness Is a Feeling – 3:05 (Tom Neme)
5. Cat – 6:20 (Bob Seger, Pep Perrine, Dan Honaker)

Lato B
Testi e musiche di Bob Seger, eccetto dove indicato.
1. Jumpin' Humpin' Hip Hypocrite – 3:07 (Tom Neme)
2. Follow the Children – 3:09 (Tom Neme)
3. Lennie Johnson – 3:01 (Dan Honaker)
4. Paint Them a Picture Jane – 4:03 (Tom Neme)
5. Death Row – 2:52 (Bob Seger)

### CD
Edizione CD del 2008, pubblicato dalla Lost Diamonds Records (80002-2)
1. Noah – 2:55 (Bob Seger)
2. Innervenus Eyes – 2:37 (Dan Honaker, Pep Perrine, Bob Seger)
3. Lonely Man – 3:08 (Tom Neme)
4. Lonliness Is a Feeling – 2:59 (Tom Neme)
5. Cat – 6:15 (Dan Honaker, Pep Perrine, Bob Seger)
6. Jumpin' Humpin' Hip Hypocrite – 3:08 (Tom Neme)
7. Follow the Children – 3:24 (Tom Neme)
8. Lennie Johnson – 3:03 (Dan Honaker)
9. Paint Them a Picture – 4:04 (Tom Neme)
10. Death Row – 2:53 (Bob Seger)
11. East Side Story – 2:26 (Bob Seger) – Traccia bonus
12. Vagrant Winter – 2:16 (Bob Seger) – Traccia bonus
13. Ballad of the Yellow Beret – 2:28 (Bob Seger) – Traccia bonus
14. Heavy Music - Part I – 2:36 (Bob Seger) – Traccia bonus

## Formazione
- Bob Seger - voce solista, chitarra ritmica
- Tom Neme - voce solista, chitarra solista, piano, chitarra ritmica
- Dan Honaker - voce solista, basso
- Pep Perrine - batteria, percussioni
- Bob Schultz - organo, sassofono, piano, accompagnamento vocale

Note aggiuntive
- The Bob Seger System - produttore
- Punch Andrews - produttore
- Registrazioni effettuate al GM Recording Company, East Detroit, Michigan (Stati Uniti)
- Jim Bruzzese - ingegnere del suono[7]